# Phellodon atratus
Phellodon atratus är en svampart som beskrevs av K.A. Harrison 1964. Phellodon atratus ingår i släktet lädertaggsvampar och familjen Bankeraceae.   Inga underarter finns listade i Catalogue of Life.

## Källor

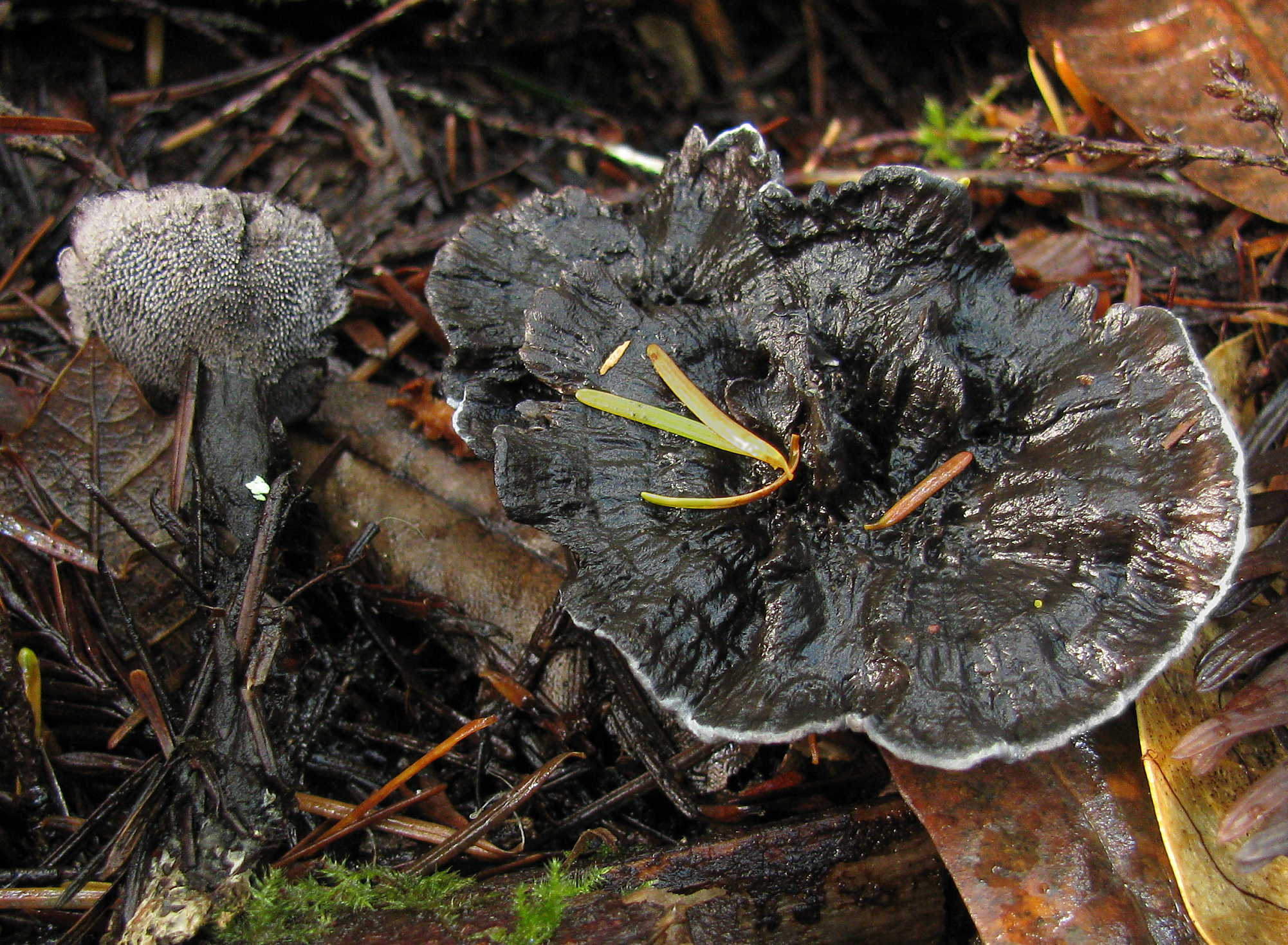
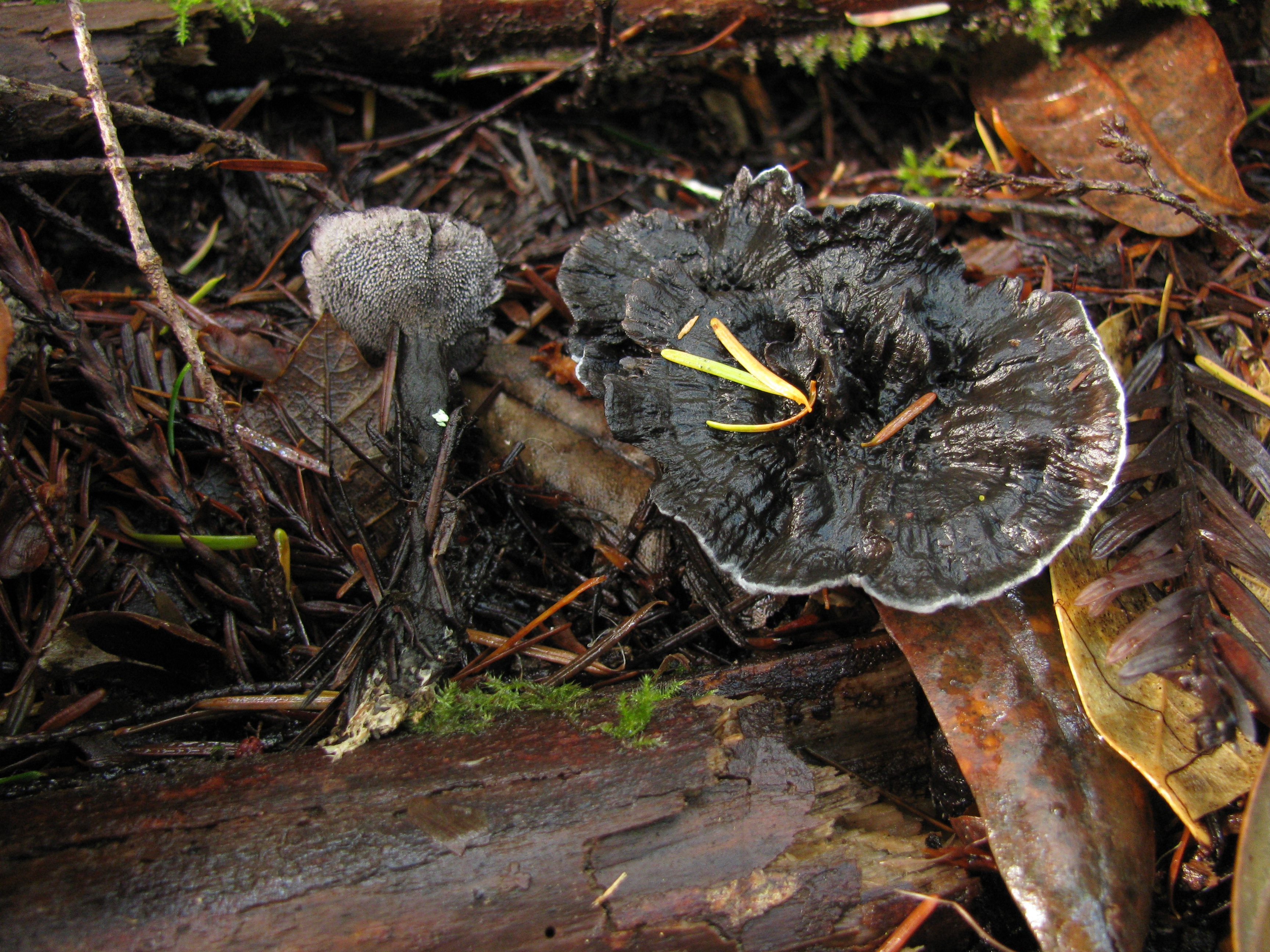
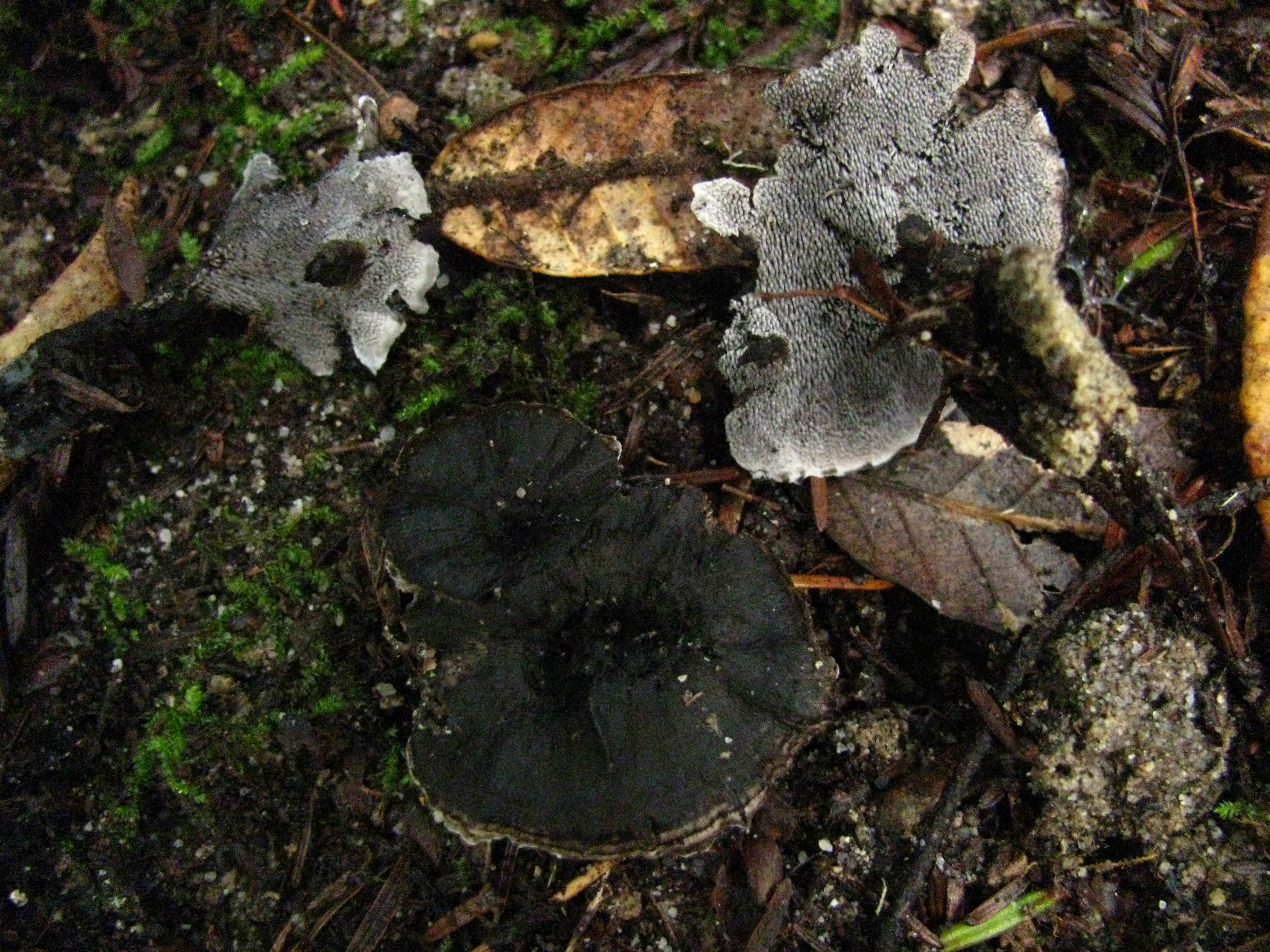